# Fiat Chrysler Automobiles Spain
Fiat Chrysler Automobiles Spain es la filial española de Fiat Chrysler Automobiles. Fue fundada el 14 de agosto de 1919 en Madrid, España.

## Historia

### Los inicios
Con un capital de 500.000 pesetas, se funda el 14 de agosto de 1919 en Madrid con la denominación Fiat Hispania, que utilizara durante los siguientes 67 años hasta 1986. En 1920 Fiat S.p.A. intenta sin éxito establecer una fábrica de automóviles en España. En 1919, año de la fundación de la compañía, se importan desde Italia 159 automóviles y vehículos industriales Fiat, incrementándose esta cifra hasta 1.198 unidades en 1920, ocupando ya la sociedad el cuarto puesto del mercado español tras Ford, Citroën y Chevrolet.
En 1922 se anuncia en el periódico madrileño El Sol que todos los automóviles Fiat expuestos en el stand de la Exposición Internacional de Automóviles de Barcelona habían sido vendidos en los dos primeros días de la muestra.
En los años 1920, 1921 y 1922 fueron vendidos en España 1853 automóviles Fiat.
En 1926 ya ofrecía en España cinco modelos en un total de 22 carrocerías, los Fiat 509 (6 HP), Fiat 503 (10 HP), Fiat 507 (15 HP), Fiat 512 (20 HP) y Fiat 509 (40 HP). Para la Exposición del Automóvil de ese mismo año la compañía ocupó un gran stand lujosamente decorado, el mayor de la exposición, donde presentó para España los nuevos Fiat 503 Fiat 506 y Fiat 509.
Entre 1925 y 1935 las ventas de la compañía representaban ya el 10% del total de vehículos importados hacia el mercado español, suponiendo para Fiat en 1935 el 17% del total de sus exportaciones desde Italia.

#### El concesionario de Madrid
En junio de 1921 Fiat Hispania inaugura una sala de exposición de automóviles en Madrid proyectada por el arquitecto italiano Enrico Daverio que sería también la sede social de la compañía. Situada en la calle de moda de la ciudad, en avenida del Conde Peñalver 19 ahora Gran Vía 8, Fiat es uno de los primeros fabricantes de automóviles en contar con un espacio de este tipo en la capital de España. Constaba de nueve grandes salas, donde se habían distribuido oficinas, almacén de piezas de recambio, el salón de exposiciones y varias salas para atender a los clientes. Para la decoración del establecimiento se contó con la participaron de Zuloaga, Ángel Pulido y con la empresa especializada en vidrieras artísticas Casa Maumejean.

"Unánimes y merecidos elogios está alcanzando de nuestros sportsmens la espléndida instalación de la Sociedad Anónima Española FIAT HISPANIA en la Avenida del Conde de Peñalver. Realizados los trabajos de adorno con arreglo a los planos del arquitecto, señor Daverio... ofrecen los salones de FIAT HISPANIA un conjunto insuperable de suntuosidad"
La Esfera, 2 de julio de 1921

#### La exposición de 1924
En 1924, para la Exposición del Automóvil celebrada en el Palacio de Hielo y del Automóvil de Madrid, Fiat Hispania preparó un stand lujoso y llamativo en el cual se mostraron los Fiat 501 con carrocería tipo torpedo, torpedo sport, spyder, cupé spyder y berlina, Fiat 502 cupé y torpedo, Fiat 505 torpedo. torpedo de lujo y cupé torpedo, Fiat 510 torpedo de lujo, torpedo sport de lujo, belina de lujo a conducción interior y cupé torpedo; y Fiat 519 torpedo, torpedo sport, cabriolet, berlina de lujo a conducción interior y berlina sport. El 10 de mayo de 1924, día de la apertura de la exposición, el Rey Don Alfonso XIII de España visitó el lujosísimo stand de Fiat Hispania, elogiando entusiásticamente los modelos allí presentados. Durante la visita el monarca estuvo acompañado por Don Camilo Calamari, ingeniero director y consejero delegado de Fiat Hispania, y por el Cavalier Maccario, consejero de la embajada de Italia en España. Contando el stand con gran afluencia de público, Fiat Hispania vendío todos los modelos apenas abierta la exposición, siendo la marca que más automóviles vendió durante el evento.

"No ha podido ser más rotundo el éxito de la "Fiat" en la exposición del automóvil que desde el día 10 se está celebrando en Madrid. El mismo día de la inauguración, Su Majestad el Rey D. Alfonso- que visitó únicamente este "stand"- vaticinó el éxito y felicitó con gran entusiasmo a D. Camilo Calamari, ingeniero director y consejero delegado de la "Fiat Hispania" "
La Voz, 19 de mayo de 1924

### La Hispano

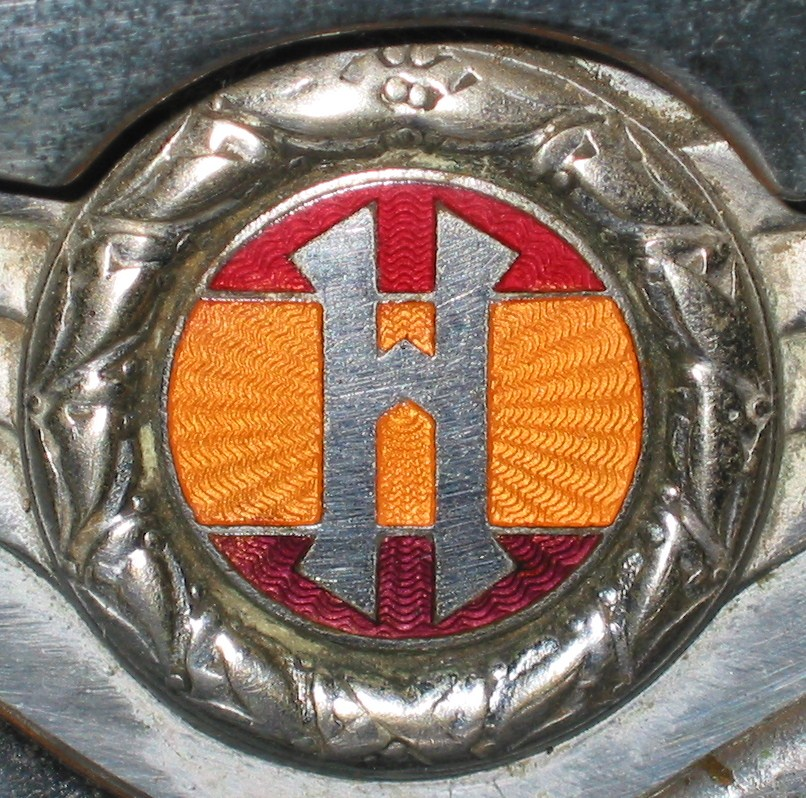
La Hispano

En los años veinte Fiat S.p.A. quiso aprovechar la venta de La Hispano, sección de automóviles de Hispano-Suiza en Guadalajara. Forzada por el incremento de los aranceles impuestos por la ley Wais a los vehículos de importación, se pretendía que Hispano-Suiza fabricase bajo licencia el modelo 514 a través de La Hispano. Sin embargo, a comienzos de 1931 Fiat Hispania se hace con 10.00 acciones de La Hispano. Poco después se hacía con un 52% de la empresa valorado en 3.900.000 pesetas así como con todas sus instalaciones incluidas las de la sección de aviación.

"El señor Presidente dio cuenta a los reunidos de que en el día de hoy ha sido convenida definitivamente con la F.N.A. la venta de diez mil acciones de Guadalajara en los términos ya autorizados por el Consejo en su última sesión."
Consejo de administración de Hispano-Suiza, Barcelona 17/02/1931

### Seat, licencia Fiat

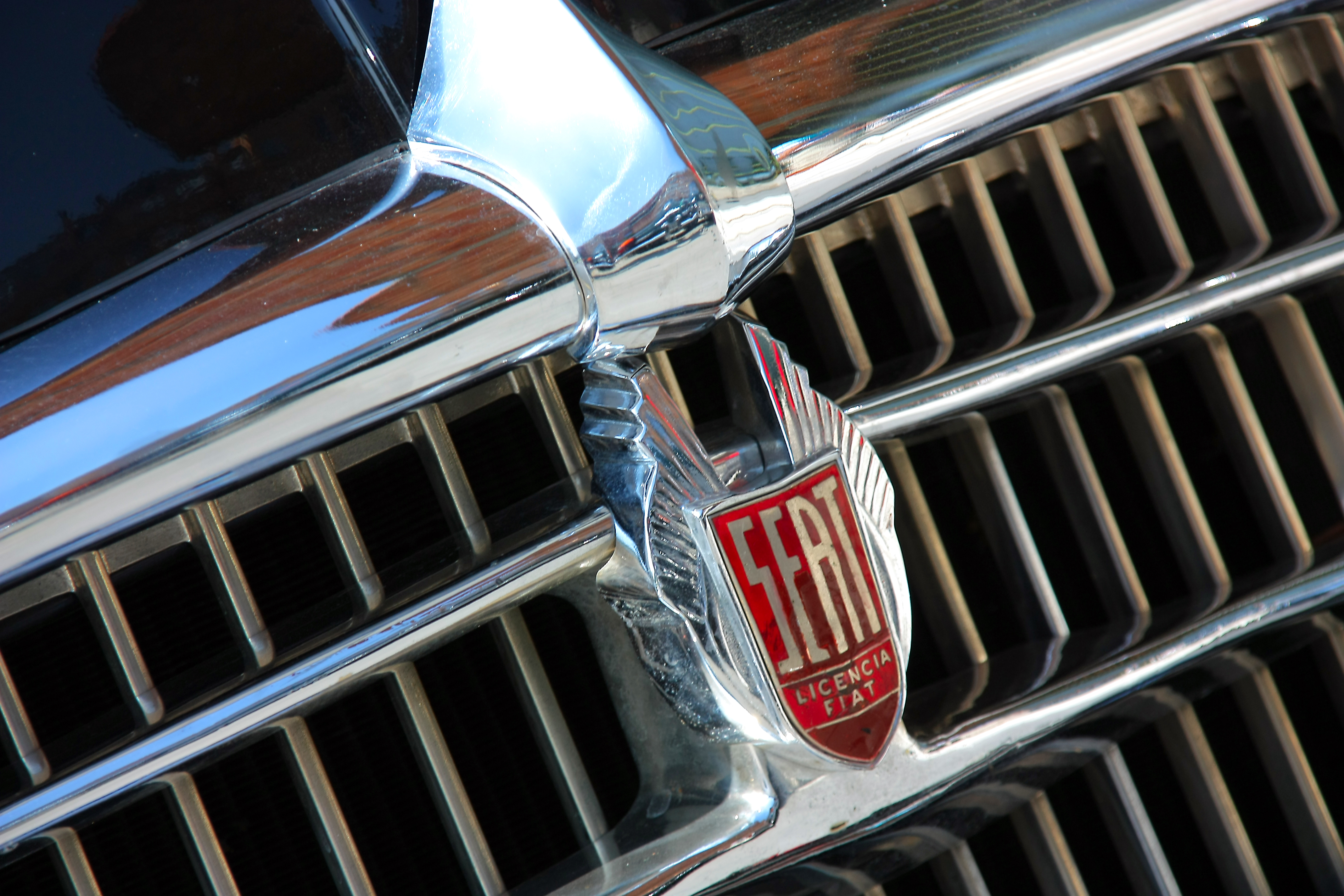
Seat

Durante los años 1950 a 1970 se fabrican en España 5.5 millones de automóviles bajo licencia Fiat. En 1958, celebrando los 40 años de la empresa en España, se anunciaba en la página dos del diario ABC la inauguración de las nuevas instalaciones en el número 98 del Paseo de La Habana en Madrid.
De 1961 a 1963 los tractores 211R, 411R y 421R son fabricados bajo licencia Fiat por Vehículos Industriales y Agrícolas, S.A. en Zaragoza, siendo transferida desde esa fecha su producción a San Fernando, Cádiz.

### La adquisición de Pegaso

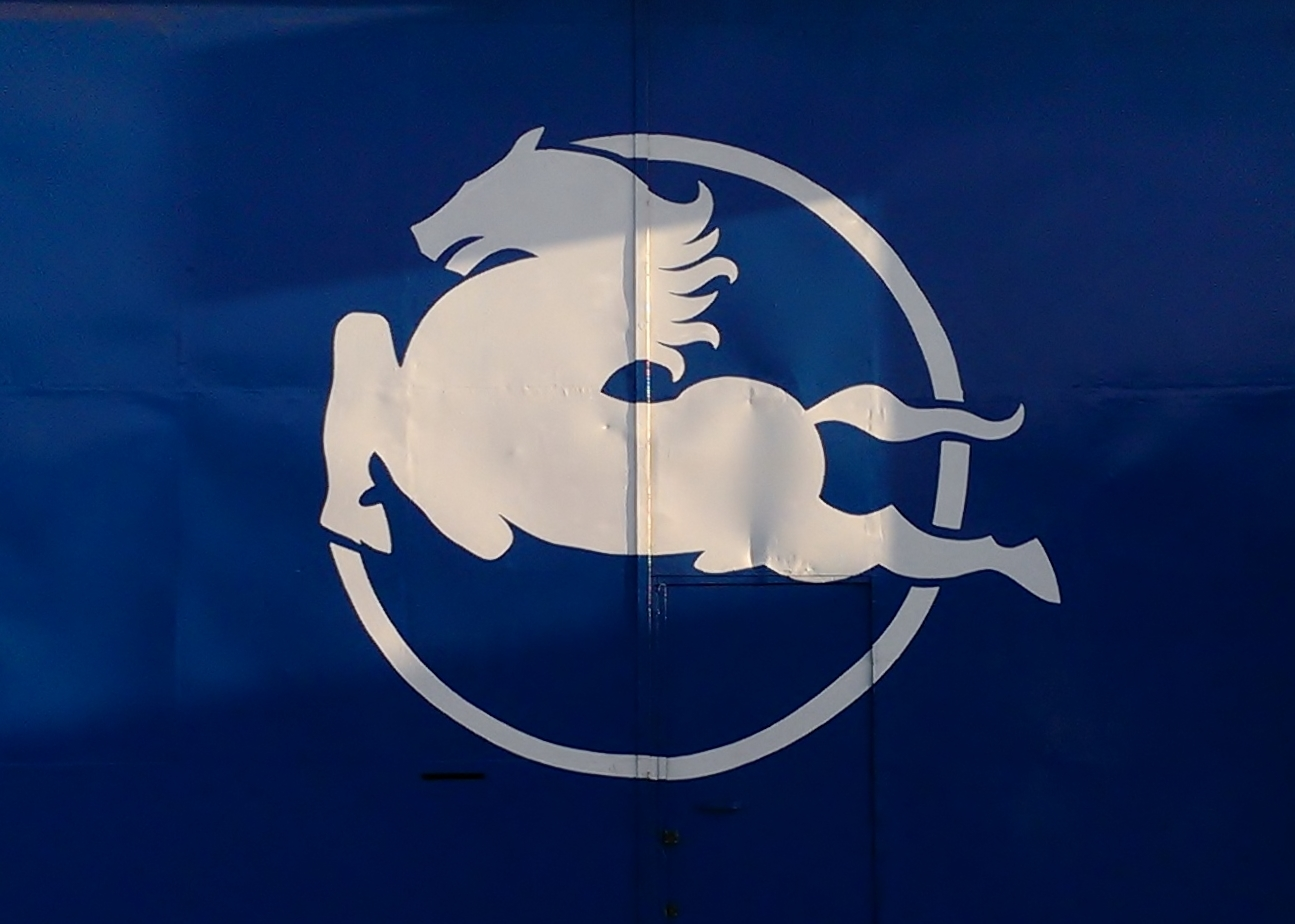
Pegaso

En 1986 cambia su denominación a Fiat Auto España. En 1988, con 6.400 empleados en España y Portugal, se convierte en holding. En 1989 sus ingresos superan los 310.000 millones de pesetas y el beneficio alcanza los 31.000 millones de pesetas.
En 2007 cambia su denominación a Fiat Group Automobiles Spain.
En 2015 cambia su denominación a Fiat Chrysler Automobiles Spain.